# 손죽항
손죽항은 전라남도 여수시 삼산면 손죽리, 손죽도(섬)에 있는 어항이다. 1975년 8월 5일 지방어항으로 지정하여 관리하고 있다. 시설관리자는 여수시장이다.

## 어항구역
본 항의 어항구역은 다음과 같다.
- 수역: 삼산면 손죽리 산1612번지 돌출부끝과 산606번지 돌출부를 연결한 선내수역

## 어항 시설
- 계류시설 23m, 외곽시설 70m

## 기본 계획
- 계류시설 123m, 외곽시설 124m[1]

## 정비 계획
- 계류시설 100m, 외곽시설 54m[1]

## 주요 어종
- 감성돔, 우럭, 전복, 능숭어